# Alcedo azurea
El martín pescador azur (Alcedo azurea) es una especie de ave coraciforme de la familia Alcedinidae que vive en Australasia. 

## Descripción
Mide entre 17-19 cm de largo. La subespecie nominal tiene sus partes superiores de color azul intenso y sus partes inferiores son de tonos canela anaranjados, con vetas azul violáceo en los flancos. Tiene la garganta blanca y una lista blanca desde la altura de los oídos hasta la nuca. Su lorum también es blanco, aunque solo es visible de frente. Su pico es negro y sus patas rojas.

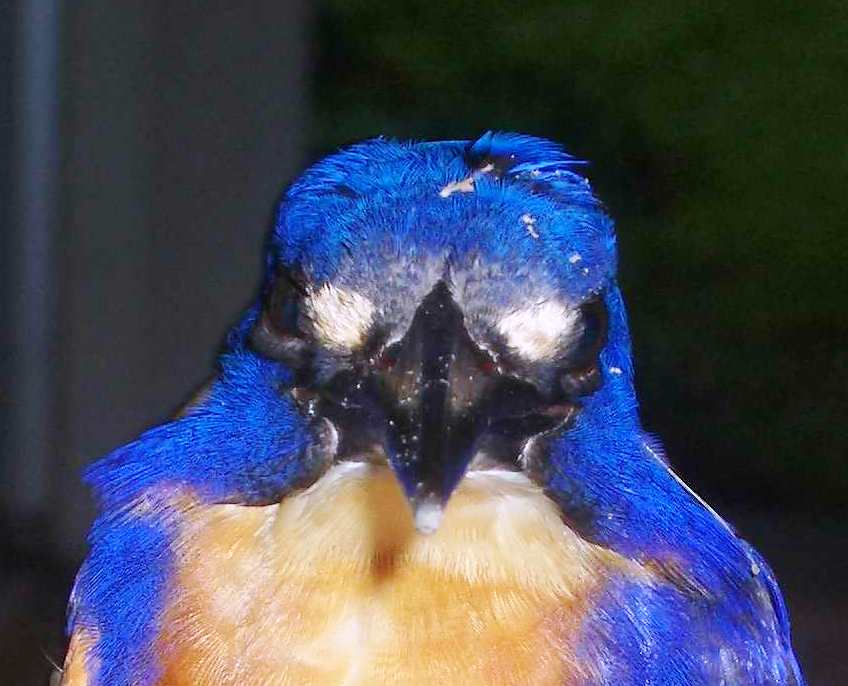
Manchas blancas del lorum del martín pescador azur.

La subespecie se diferencian en pequeños detalles:
- A. a. ruficollaris es de menor tamaño, más brillante y tiene más azul en los flancos.
- A. a. diemenensis es ligeramente más grande, tiene el pico más corto y su píleo es más oscuro.
- A. a. lessoni tiene más contraste de colores, con poco azul en los flancos.
- A. a. affinis tiene la punta del pico roja.
- A. a. yamdenae, tiene la punta del pico roja y es de menor tamaño
- A. a. ochrogaster tiene las partes inferiores muy claras.

## Distribución y hábitat
Se extiende en las Molucas septentrionales, las islas Tanimbar, Romang, Nueva Guinea e islas circundantes, el norte y este de Australia y Tasmania. 
Entre sus hábitats naturales se encuentran los arroyos, lagos, pantanos, estuarios de marea y manglares.

## Comportamiento
El martín pescador azur pesca al acecho inmóvil desde un posadero, por lo que suele ser difícil verlo hasta que se lanza al agua. Se alimenta de cangrejos de río y peces pequeños. 
Anida en túneles de hasta un metro excavados en taludes arenosos junto a arroyos. Pone entre 5 y 7 huevos redondeados blancos y brillantes.